# Phodeucythere
Phodeucythere is een geslacht van uitgestorven kreeftachtigen uit de klasse van de Ostracoda (mosselkreeftjes).

## Soorten
- Phodeucythere anterocostata (Gruendel, 1968) Gruendel, 1978 †
- Phodeucythere cuneiformis Weaver, 1982 †
- Phodeucythere longa (Bonnema, 1940) Gruendel, 1978 †
- Phodeucythere producta (Herrig, 1963) Gruendel, 1978 †
- Phodeucythere solitaria (Triebel, 1940) Gruendel, 1978 †
- Phodeucythere subpentagonalis (Herrig, 1963) Gruendel, 1978 †
- Phodeucythere tenuis (Herrig, 1963) Gruendel, 1978 †
- Phodeucythere trigonalis (Jones & Hinde, 1890) Gruendel, 1978 †